# フラワーアレイ
フラワーアレイ (欧字名:Flower Alley、2002年5月7日 - ) は、アメリカの競走馬、種牡馬。主な勝ち鞍は2005年のトラヴァーズステークス。
名繁殖プリンセスオリビアがアメリカ時代に残した産駒で、半弟にトーセンラーとスピルバーグがいる。

## 生い立ち
2002年5月、アメリカ・ケンタッキー州のボナテラファームにて出生。生産者はジョージ・ブルーナッキで、彼は2006年8月27日に同州のブルーグラス空港で発生したコムエアー5191便離陸失敗事故で死亡したことでも知られている。
2003年9月のキーンランド1歳セールにて、カナダの実業家ユージン・メルニクが16万5000ドルで落札した。

## 競走馬時代

### 2歳（2004年）
2004年12月18日、フロリダ州のコールダー競馬場で開催されたメイドン競走でデビューし、3着。2歳時に出走したレースはこの1戦のみだった。

### 3歳（2005年）
2月19日、ガルフストリームパーク競馬場で開催されたメイドン競走で初勝利を収めた。続く3月26日のG2・レーンズエンドステークスで重賞初制覇。G1初挑戦となった5月7日のケンタッキーダービーは9着に敗れている。7月30日のG2・ジムダンディステークスで2勝目をマーク。8月27日にはサラトガ競馬場で開催されたG1・トラヴァーズステークスをジョン・ヴェラスケスの騎乗で優勝した。10月30日のブリーダーズカップ・クラシックでは、この年のエクリプス賞年度代表馬を受賞するセイントリアムに次ぐ2着に入った。

### 4歳（2006年）
6月24日、モンマスパーク競馬場で行われたG3・サルヴァトールマイルハンデキャップで、約8か月ぶりにレースに復帰。1番人気にこたえ、3馬身半差での勝利を収めた。この時点の成績は11戦5勝、獲得賞金は250万ドルを超えた。
その後は調子を崩し、8月5日のホイットニーハンデキャップ、9月2日のウッドワードステークスは共に7着に敗れる。11月4日のブリーダーズカップ・クラシックは11着に沈み、これが競走馬生活最後のレースとなった。生涯成績は14戦5勝2着3回3着1回、獲得賞金は253万3910ドル。

## 種牡馬時代
2007年より、所有権の50パーセントを取得していたスリーチムニーズファームで種牡馬としてのキャリアをスタート。同牧場ではポイントギヴンやラーイ、ビッグブラウン、アルバートザグレートとともに種牡馬生活を送った。
2012年5月、アイルハヴアナザーがケンタッキーダービーとプリークネスステークスを制し、種牡馬としての評価が急上昇。種付け料は、それまでの7500ドルから2万ドルに大幅に値上がりした。
しかし、アイルハヴアナザーの成功にもかかわらず、2015年に南アフリカ共和国のウィルガーボスドリフトスタッドに売却された。現在も、パーソナルエンスンの孫で米G3勝ち馬のファイアーアウェイと共に同牧場で過ごしている。

## 産駒成績
太字はG1級競走

### 主な産駒
- I'll Have Another / アイルハヴアナザー - 2012年ケンタッキーダービー、プリークネスステークス、サンタアニタダービー、ロバート.B.ルイスステークス（英語版）
- Lilacs and Lace / ライラックスアンドレース - 2011年アッシュランドステークス
- Lukes Alley / ルーカスアレイ - 2014年加オータムステークス（英語版）、ダラムカップステークス（英語版）
- My Wandy's Girl / マイワンディーズガール - 2014年バーバラフリッチーハンデキャップ（英語版）
- Bouquet Booth / ブーケブース - 2010年デルタプリンセスステークス（英語版）

### 母父としての主な産駒
- ラッキーライラック（父オルフェーヴル） - 2017年阪神ジュベナイルフィリーズ・アルテミスステークス、2018年チューリップ賞、2019年エリザベス女王杯、2020年大阪杯・エリザベス女王杯
- Cyberknife / サイバーナイフ（父ガンランナー） - 2022年ハスケルステークス・アーカンソーダービー・マットウィンステークス（英語版）
- Smooth Like Strait / スムーズライクストレイト（父ミッドナイトリュート） - 2019年セシル・B・デミルステークス（英語版）、2020年マティスマイルステークス（英語版）・トワイライトダービー（英語版）・ラホヤハンデキャップ（英語版）、2021年シューメイカーマイルステークス

## 血統表
| フラワーアレイ (Flower Alley)の血統 | フラワーアレイ (Flower Alley)の血統                             | フラワーアレイ (Flower Alley)の血統                             | （血統表の出典）                                                | （血統表の出典） |
| 父系                                | フォーティナイナー系（ミスタープロスペクター系）                | フォーティナイナー系（ミスタープロスペクター系）                | フォーティナイナー系（ミスタープロスペクター系）                | [ § 2 ]          |
| 父 Distorted Humor 1993年 栗毛      | 父の父*フォーティナイナー 1985年 栗毛                           | Mr. Prospector                                                  | Raise a Native                                                  | Raise a Native   |
| 父 Distorted Humor 1993年 栗毛      | 父の父*フォーティナイナー 1985年 栗毛                           | Mr. Prospector                                                  | Gold Digger                                                     |                  |
| 父 Distorted Humor 1993年 栗毛      | 父の父*フォーティナイナー 1985年 栗毛                           | File                                                            | Tom Rolfe                                                       | Tom Rolfe        |
| 父 Distorted Humor 1993年 栗毛      | 父の父*フォーティナイナー 1985年 栗毛                           | File                                                            | Continue                                                        |                  |
| 父 Distorted Humor 1993年 栗毛      | 父の母Danzig's Beauty 1987年 鹿毛                               | Danzig                                                          | Northern Dancer                                                 | Northern Dancer  |
| 父 Distorted Humor 1993年 栗毛      | 父の母Danzig's Beauty 1987年 鹿毛                               | Danzig                                                          | Pas de Nom                                                      |                  |
| 父 Distorted Humor 1993年 栗毛      | 父の母Danzig's Beauty 1987年 鹿毛                               | Sweetest Chant                                                  | Mr. Leader                                                      | Mr. Leader       |
| 父 Distorted Humor 1993年 栗毛      | 父の母Danzig's Beauty 1987年 鹿毛                               | Sweetest Chant                                                  | Gay Sonnet                                                      |                  |
| 母 *プリンセスオリビア 1995年 栗毛  | 母の父 Lycius 1988年 栗毛                                       | Mr. Prospector                                                  | Raise a Native                                                  | Raise a Native   |
| 母 *プリンセスオリビア 1995年 栗毛  | 母の父 Lycius 1988年 栗毛                                       | Mr. Prospector                                                  | Gold Digger                                                     |                  |
| 母 *プリンセスオリビア 1995年 栗毛  | 母の父 Lycius 1988年 栗毛                                       | Lypatia                                                         | Lyphard                                                         | Lyphard          |
| 母 *プリンセスオリビア 1995年 栗毛  | 母の父 Lycius 1988年 栗毛                                       | Lypatia                                                         | Hypatia                                                         |                  |
| 母 *プリンセスオリビア 1995年 栗毛  | 母の母Dance Image 1990年 鹿毛                                   | Sadler's Wells                                                  | Northern Dancer                                                 | Northern Dancer  |
| 母 *プリンセスオリビア 1995年 栗毛  | 母の母Dance Image 1990年 鹿毛                                   | Sadler's Wells                                                  | Fairy Bridge                                                    |                  |
| 母 *プリンセスオリビア 1995年 栗毛  | 母の母Dance Image 1990年 鹿毛                                   | Diamond Spring                                                  | Vaguely Noble                                                   | Vaguely Noble    |
| 母 *プリンセスオリビア 1995年 栗毛  | 母の母Dance Image 1990年 鹿毛                                   | Diamond Spring                                                  | Dumfries                                                        |                  |
| 母系(F-No.)                         | プリンセスオリビア(USA)系(FN:17-b)                              | プリンセスオリビア(USA)系(FN:17-b)                              | プリンセスオリビア(USA)系(FN:17-b)                              | [ § 3 ]          |
| 5代内の近親交配                     | Mr. Prospector：S3×M3、Northern Dancer：S4×M4×M5、Goofed：M5×M5 | Mr. Prospector：S3×M3、Northern Dancer：S4×M4×M5、Goofed：M5×M5 | Mr. Prospector：S3×M3、Northern Dancer：S4×M4×M5、Goofed：M5×M5 | [ § 4 ]          |
| 出典                                | 1. 2. 3. 4.                                                     | 1. 2. 3. 4.                                                     | 1. 2. 3. 4.                                                     | 1. 2. 3. 4.      |

- 姪にランブリングアレー（中山牝馬ステークス）